# Inkontraktering
Inkontraktering betyder att ett företag tar hem och låter utföra i egen regi en eller flera processer eller verksamheter som tidigare har sköts av någon annan. Motsatsen är utkontraktering.
Några anledningar till att man väljer att utnyttja inkontraktering kan vara:
- Utlokalisering gav inte de besparingar eller den kvalitet man räknade med.
- Företaget omdefinierar vad som anses vara kärnverksamhet.
- Företaget får ledig kapacitet som man vill fylla upp.